# Khalilou Fadiga
Khalilou Fadiga (Dakar, 30 december 1974) is een Senegalees en Frans voormalig voetballer die als linksbuiten of als aanvallende middenvelder speelde. Fadiga bezit ook de Belgische nationaliteit.

## Clubcarrière
Fadiga verhuisde naar Frankrijk toen hij zes jaar oud was. Hij begon zijn carrière bij de jeugd van Paris Saint-Germain, maar kon daar niet overtuigen, waardoor hij werd getransfereerd naar de Parijse club Red Star Paris, voordat hij naar het Belgische Club Luik vertrok.
Het was in België dat Fadiga de basis legde voor zijn internationale carrière. Na één seizoen verhuisde hij van Club Luik naar SK Lommel. Hij verbleef er twee seizoenen en speelde zich in de gratie van Club Brugge. Daar werd hij al snel een publiekslieveling en scoorde 9 maal in 67 competitieduels.
In september 2000 keerde hij terug naar Frankrijk, waar hij een contract tekende bij AJ Auxerre. In totaal speelde hij 82 competitieduels voor de Franse club. Bovendien scoorde hij 10 keer in de Champions League en de UEFA Cup van het seizoen 2002-03.
In de zomer van 2003 vertrok Fadiga naar Inter Milaan. Hij werd er echter het slachtoffer van hartproblemen, waardoor zijn contract al na één seizoen werd ontbonden.
De Engelse club Bolton Wanderers nam Fadiga over voor het seizoen 2004-05, nadat hij door de medische tests was geraakt. Maar voor hij ook maar één wedstrijd had gespeeld voor Bolton, zakte hij voorafgaand aan een match in oktober in elkaar en moest gereanimeerd worden met een defibrillator, vanwege een onregelmatige hartslag. De dokters raadden hem aan om te stoppen met voetbal, omdat het risico op de dood te groot was.
Toch, na een periode van rust en medische ingrepen, keerde Fadiga terug in de ploeg van Bolton en speelde 5 wedstrijden. Aan de start van het seizoen 2005-06 werd hij uitgeleend aan Derby County (2e klasse), waar hij 4 keer meespeelde. Terug in het Reebok Stadium van Bolton nam hij nog deel aan 10 wedstrijden, waarvan 2 in de UEFA Cup. Nadien werd zijn contract bij Bolton niet verlengd, omdat hij toenmalig manager Sam Allardyce niet kon overtuigen. Bovendien miste hij in de match bij Portsmouth FC bij een 1-1-stand een strafschop, waardoor Bolton Europees voetbal aan zijn neus zag voorbijgaan. Reden genoeg voor Bolton om Fadiga's contract niet meer te verlengen.
Zonder club aan de start van het seizoen 2006-07, ging hij testen bij Portsmouth FC, waar hij meespeelde met het reserventeam. Hij testte nadien ook nog bij Watford FC en Hull City. Een contract kreeg hij echter pas aangeboden bij Coventry City in februari 2007.
Maar aan het eind van dat seizoen liep zijn contract bij Coventry City af, waardoor Fadiga opnieuw zonder club zat. Pas in december 2007 kon hij een nieuw contract versieren, ditmaal bij KAA Gent. Hiermee speelde hij 14 competitiewedstrijden en haalde de bekerfinale. Fadiga vertrok in mei 2008 naar Germinal Beerschot, waar hij een contract van twee jaar ondertekende. Op 23 december 2008 werd het contract tussen Fadiga en Germinal Beerschot in onderling overleg ontbonden. In 2011 bondt hij de voetbalschoenen terug aan en ging aan de slag bij de Oost-Vlaamse derdeklasser KSV Temse.

## Interlandcarrière
Fadiga behaalde zijn eerste cap voor de nationale ploeg van Senegal tijdens zijn laatste seizoen in België. Doordat hij ook het Belgische paspoort bezat na zijn huwelijk, had hij ook de mogelijkheid om voor de Rode Duivels te spelen, maar hij verkoos toch Senegal boven België. Daar werd hij een belangrijke pion en bereikte de kwartfinale van het WK 2002 in Japan en Zuid-Korea.

## Spelerstatistieken
| seizoen | club               | land      | competitie         | wed. | goals |
| ------- | ------------------ | --------- | ------------------ | ---- | ----- |
| 1992/93 | Red Star Paris B   | Frankrijk | Ligue 2            |      |       |
| 1993/94 | Red Star Paris B   | Frankrijk | Ligue 2            |      |       |
| 1994/95 | RFC de Liège       | België    | Jupiler Pro League | 26   | 5     |
| 1995/96 | Lommel SK          | België    | Jupiler Pro League | 20   | 0     |
| 1996/97 | Lommel SK          | België    | Jupiler Pro League | 28   | 2     |
| 1997/98 | Club Brugge        | België    | Jupiler Pro League | 31   | 3     |
| 1998/99 | Club Brugge        | België    | Jupiler Pro League | 21   | 4     |
| 1999/00 | Club Brugge        | België    | Jupiler Pro League | 17   | 2     |
| 2000/01 | Club Brugge        | België    | Jupiler Pro League | 3    | 4     |
| 2000/01 | AJ Auxerre         | Frankrijk | Ligue 1            | 21   | 1     |
| 2001/02 | AJ Auxerre         | Frankrijk | Ligue 1            | 27   | 8     |
| 2002/03 | AJ Auxerre         | Frankrijk | Ligue 1            | 34   | 1     |
| 2003/04 | Internazionale     | Italië    | Serie A            | 0    | 0     |
| 2004/05 | Bolton Wanderers   | Engeland  | Premier League     | 5    | 0     |
| 2005/06 | Derby County       | Engeland  | First Division     | 4    | 0     |
| 2005/06 | Bolton Wanderers   | Engeland  | Premier League     | 8    | 1     |
| 2007/08 | Coventry City      | Engeland  | First Division     | 6    | 0     |
| 2007/08 | KAA Gent           | België    | Jupiler Pro League | 17   | 0     |
| 2008/09 | Germinal Beerschot | België    | Jupiler Pro League | 10   | 0     |
| 2011    | KSV Temse          | België    | Derde Klasse       | 3    | 0     |
|         |                    |           |                    | 291  | 31    |